# Локо (Ђенова)
Локо је насеље у Италији у округу Ђенова, региону Лигурија.
Према процени из 2011. у насељу је живело 109 становника. Насеље се налази на надморској висини од 600 м.